# NGC 6755
NGC 6755 è un ammasso aperto visibile nella costellazione dell'Aquila.

## Osservazione

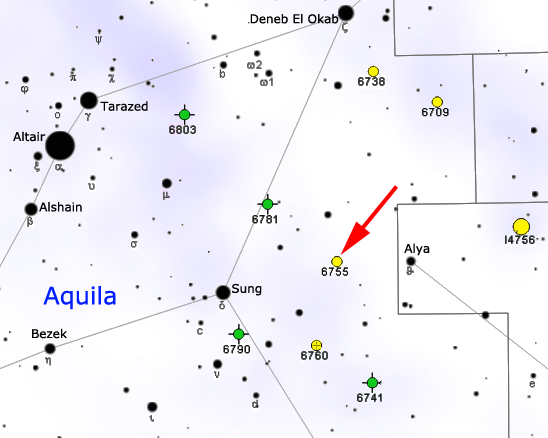
Mappa per individuare NGC 6755.

Si tratta di un ammasso non particolarmente luminoso e facile da osservare; il metodo più semplice per individuarlo consiste nell'individuare la stella θ Serpentis, di magnitudine 4,62, e spostarsi esattamente 3 gradi ad est di quest'ultima, poco più a nord della linea che la congiunge a δ Aquilae. Si presenta come un oggetto oscurato, situato sul bordo della Fenditura dell'Aquila; per individuare le sue componenti più luminose, di magnitudine 10-11, occorre un telescopio con almeno 150mm di apertura, seppure con ingrandimenti non troppo spinti, mentre con strumenti da 200-250mm e ingrandimenti oltre i 100x si possono distinguere diverse decine di stelle fino alla magnitudine 14. Al binocolo si presenta infatti come un oggetto debole e nebuloso apparentemente privo di stelle.
A causa della sua declinazione a cavallo dell'equatore celeste, quest'ammasso può essere osservato senza alcuna distinzione rilevante da tutte le aree della Terra; in corrispondenza dell'equatore si presenta praticamente allo zenit. Il periodo migliore per la sua osservazione nel cielo serale è quello compreso fra giugno e ottobre.

## Storia delle osservazioni
NGC 6755 è stato individuato per la prima volta da William Herschel nel 1785, che lo vide attraverso il suo riflettore da 18,4 pollici; lo descrisse come un ammasso di natura chiaramente stellare, piuttosto esteso e ricco, le cui componenti vanno dalla magnitudine 12 alla magnitudine 14; nel New General Catalogue è fornita una descrizione simile.

## Caratteristiche
Trovandosi a una distanza di ben 1420 parsec (4630 anni luce), NGC 6755 si trova probabilmente in una regione intermedia fra il Braccio di Orione e il Braccio del Sagittario, al di là dei grandi sistemi nebulosi della Fenditura dell'Aquila, che contribuiscono al suo oscuramento. Altri studi portano la distanza dell'ammasso a ben 2150 parsec (circa 7000 anni luce).
In uno studio fotometrico incentrato sulla regione di NGC 6755 sono state analizzate quasi 17000 stelle, la massima parte delle quali non appartengono all'ammasso ma vi si osservano sovrapposte per effetti prospettici, essendo più vicine o più lontane; fra quelle appartenenti all'ammasso sono state individuate 70 variabili, 30 delle quali sono variabili a eclisse, 4 variabili presentanti una cromosfera attiva, due variabili γ Dor, una variabile δ Sct e diverse giganti rosse irregolari. L'età dell'ammasso risulta essere relativamente giovane, stimato attorno ai 52 milioni di anni.